# Giro d'Italia 1986
69. ročník cyklistického závodu Giro d'Italia se konal mezi 12. květnem a 2. červnem 1986. Vítězem se stal Ital Roberto Visentini z týmů Carrera Jeans–Vagabond. Na druhém a třetím místě se umístili dva bývalí vítězové, Giuseppe Saronni (vítěz z let 1979 a 1983) a Francesco Moser (vítěz ročníku 1984).
Týmový kolega Roberta Visentiniho Guido Bontempi vyhrál bodovací soutěž, Španěl Pedro Muñoz (Fagor) vyhrál vrchařskou soutěž a Ital Marco Giovannetti (Gis Gelati–Oece) vyhrál soutěž mladých jezdců. Společně s tím dokončil osmý celkově. Tým Supermercati Brianzoli–Essebi vyhrál soutěž týmů.

## Týmy

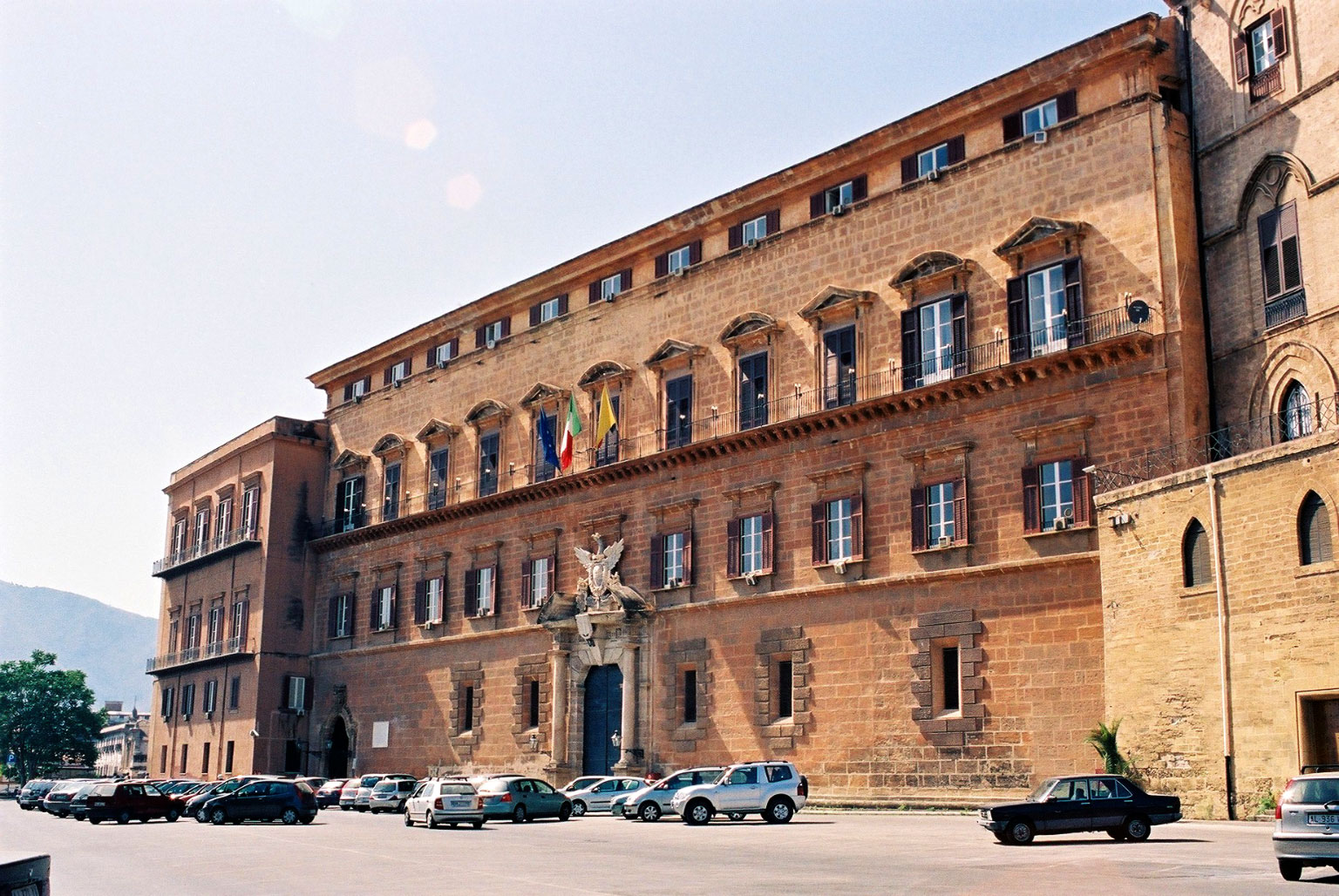
Prezentace týmů proběhla 11. května v Palazzo dei Normanni v Palermu.

Na Giro d'Italia 1986 bylo pozváno celkem 19 týmů. Každý tým poslal na start 9 jezdců, což znamenalo že závod začal s pelotonem 171 jezdců. Týmová prezentace proběhla 11. května v Palazzo dei Normanni. Do cíle v Meranu dojelo 143 jezdců.
Týmy, které se zúčastnily závodu, byly:
- Ariostea–Gres
- Atala–Ofmega
- Carrera Jeans–Vagabond
- Cilo–Aufina–Gemeaz Cusin
- Del Tongo–Colnago
- Dromedario–Laminox–Fibok
- Ecoflam-Jollyscarpe-BFB Bruc.
- Fagor
- Gis Gelati–Oece
- La Vie Claire
- Magniflex–Centroscarpa
- Malvor–Bottecchia–Vaporella
- Murella–Fanini
- Panasonic–Merckx–Agu
- Sammontana–Bianchi
- Santini–Cierre
- Skala–Skil
- Supermercati Brianzoli–Essebi
- Vini Ricordi–Pinarello

## Favorité před závodem
Na start se nepostavil obhájce vítězství, Bernard Hinault. Novinář z El Mundo Deportivo věřil, že Greg LeMond, Francesco Moser a Giuseppe Saronni jsou největšími favority na celkové vítězství. Zároveň si také myslel, že nejlepším Španělem v závodu bude Pedro Muñoz. Sportovní ředitel týmu Atala–Ofmega Franco Cribroli věřil, že Saronniho výsledky budou záviset na tom, jakou formu si udrží v horách. Zároveň si také myslel, že nejlepšími zahraničními jezdci budou Nizozemec Johan van der Velde a Švýcar Niki Rüttimann.

## Trasa a etapy

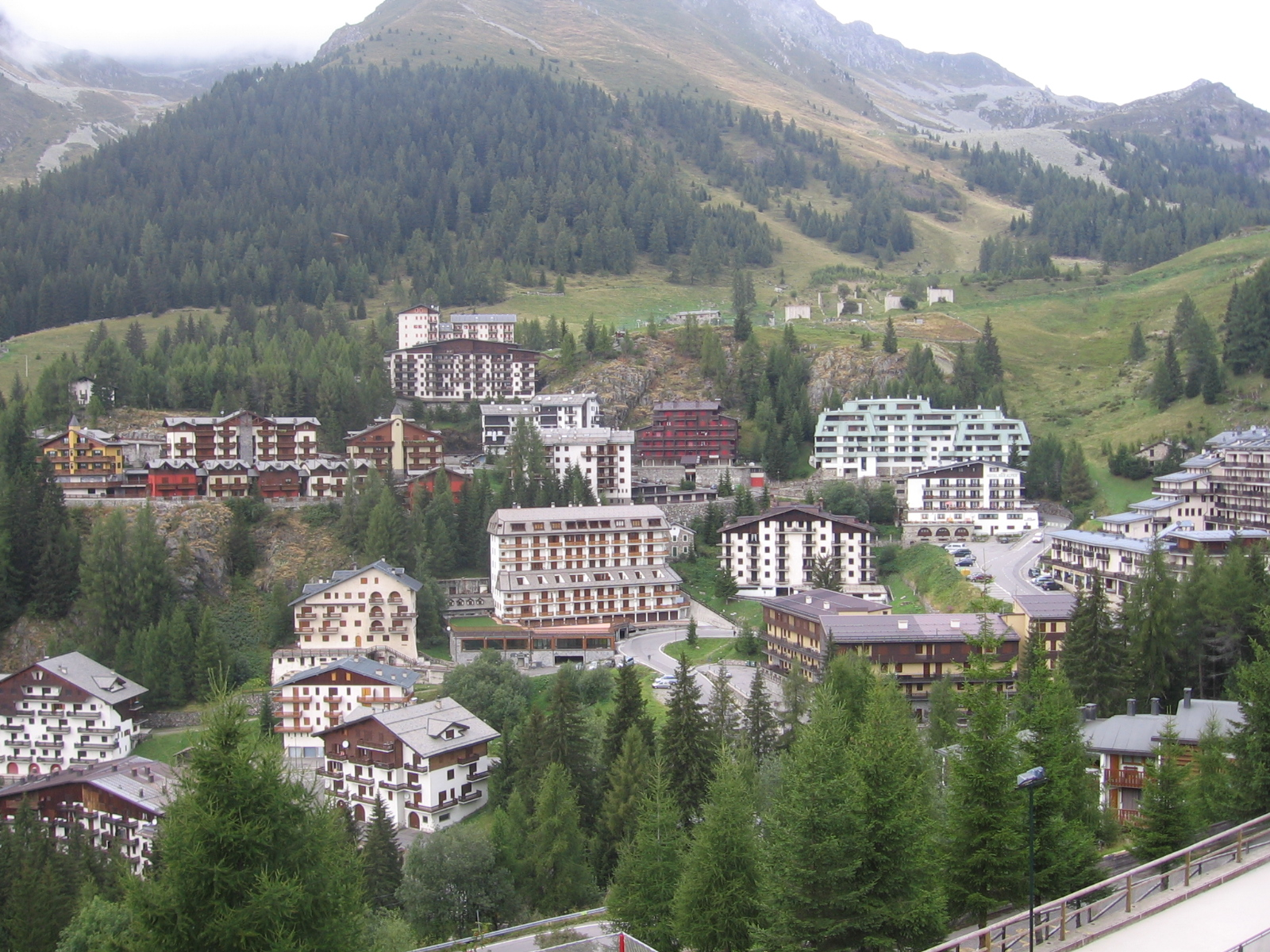
Foppolo hostilo konec 143 km dlouhé 16. etapy a start 186 km dlouhé 17. etapy.

Trasa Gira d'Italia 1986 byla odhalena veřejnosti v televizi hlavním organizátorem Vincenzem Torrianim 8. února 1986. Trasa zahrnovala 4 časovky, 3 individuální a jednu týmovou. Kategorizovaná stoupání byla součástí 12 etap. Tři tyto etapy měly vrcholové finiše: 14. etapa do Sauze d'Oulx, 16. etapa do Foppola a 19. etapa do Peia. Organizátoři se rozhodli nezahrnout žádné dny volna. Torriani nechtěl, aby se Giro křížilo s Mistrovstvím světa ve fotbale 1986, které se konalo v Mexiku. Ve srovnání s předchozím ročníkem byla trasa o 140 km kratší, zahrnovala o 2 dny volna méně a stejný počet časovek. Závod také zahrnoval stejné množství etap, ale méně půlených etap.
| Etapa | Datum         | Trasa                         | Vzdálenost            | Typ                   | Typ                   | Vítěz                          |                       |
| ----- | ------------- | ----------------------------- | --------------------- | --------------------- | --------------------- | ------------------------------ | --------------------- |
| P     | 12. května    | Palermo                       | 1 km (1 mi)           |                       | Individuální časovka  | Urs Freuler (SUI)              |                       |
| 1     | 12. května    | Palermo - Sciacca             | 140 km (87 mi)        |                       | Horská etapa          | Sergio Santimaria (ITA)        |                       |
| 2     | 13. května    | Sciacca - Catania             | 259 km (161 mi)       |                       | Rovinatá etapa        | Jean-Paul van Poppel (NED)     |                       |
| 3     | 14. května    | Catania - Taormina            | 50 km (31 mi)         |                       | Týmová časovka        | Del Tongo-Colnago              |                       |
| 4     | 15. května    | Villa San Giovanni - Nicotera | 115 km (71 mi)        |                       | Horská etapa          | Gianbattista Baronchelli (ITA) |                       |
| 5     | 16. května    | Nicotera - Cosenza            | 194 km (121 mi)       |                       | Horská etapa          | Greg LeMond (USA)              |                       |
| 6     | 17. května    | Cosenza - Potenza             | 251 km (156 mi)       |                       | Rovinatá etapa        | Roberto Visentini (ITA)        |                       |
| 7     | 18. května    | Potenza - Baia Domizia        | 257 km (160 mi)       |                       | Horská etapa          | Guido Bontempi (ITA)           |                       |
| 8     | 19. května    | Cellole - Avezzano            | 160 km (99 mi)        |                       | Horská etapa          | Franco Chioccioli (ITA)        |                       |
| 9     | 20. května    | Avezzano - Rieti              | 172 km (107 mi)       |                       | Horská etapa          | Acácio da Silva (POR)          |                       |
| 10    | 21. května    | Rieti - Pesaro                | 238 km (148 mi)       |                       | Horská etapa          | Guido Bontempi (ITA)           |                       |
| 11    | 22. května    | Pesaro - Castiglione del Lago | 207 km (129 mi)       |                       | Horská etapa          | Guido Bontempi (ITA)           |                       |
| 12    | 23. května    | Sinalunga - Siena             | 46 km (29 mi)         |                       | Individuální časovka  | Lech Piasecki (POL)            |                       |
| 13    | 24. května    | Siena - Sarzana               | 175 km (109 mi)       |                       | Rovinatá etapa        | Jean-Paul van Poppel (NED)     |                       |
| 14    | 25. května    | Savona - Sauze d'Oulx         | 236 km (147 mi)       |                       | Horská etapa          | Martin Earley (IRL)            |                       |
| 15    | 26. května    | Sauze d'Oulx - Erba           | 260 km (162 mi)       |                       | Rovinatá etapa        | Dag Erik Pedersen (NOR)        |                       |
| 16    | 27. května    | Erba - Foppolo                | 143 km (89 mi)        |                       | Horská etapa          | Pedro Muñoz (ESP)              |                       |
| 17    | 28. května    | Foppolo - Piacenza            | 186 km (116 mi)       |                       | Rovinatá etapa        | Guido Bontempi (ITA)           |                       |
| 18    | 29. května    | Piacenza - Cremona            | 36 km (22 mi)         |                       | Individuální časovka  | Francesco Moser (ITA)          |                       |
| 19    | 30. května    | Cremona - Peio                | 211 km (131 mi)       |                       | Horská etapa          | Johan van der Velde (NED)      |                       |
| 20    | 31. května    | Peio - Bassano del Grappa     | 179 km (111 mi)       |                       | Rovinatá etapa        | Guido Bontempi (ITA)           |                       |
| 21    | 1. června     | Bassano del Grappa - Bolzano  | 234 km (145 mi)       |                       | Horská etapa          | Acácio da Silva (POR)          |                       |
| 22    | 2. června     | Merano - Merano               | 108,6 km (67 mi)      |                       | Rovinatá etapa        | Eric Van Lancker (BEL)         |                       |
|       | Celková délka | Celková délka                 | 3 858,6 km (2 398 mi) | 3 858,6 km (2 398 mi) | 3 858,6 km (2 398 mi) | 3 858,6 km (2 398 mi)          | 3 858,6 km (2 398 mi) |

## Shrnutí závodu
Švýcar Urs Freuler, vítěz prologu, byl prvním jezdcem, který si oblékl maglia rosa, dres pro lídra závodu. Během prvních 5 dnů si oblékl růžový dres 5 jezdců. Po dojezdu 6. etapy se lídrem stal Giuseppe Saronni, vítěz Gira z let 1979 a 1983. Své vedení si držel až do 15. etapy. V 16. etapě, v níž se závod dostal do Alp, se dostal do vedení Roberto Visentini díky svému silnému výkonu v této etapě. Visentini poté úspěšně hájil vedení až do konce závodu 2. června.

## Průběžné pořadí

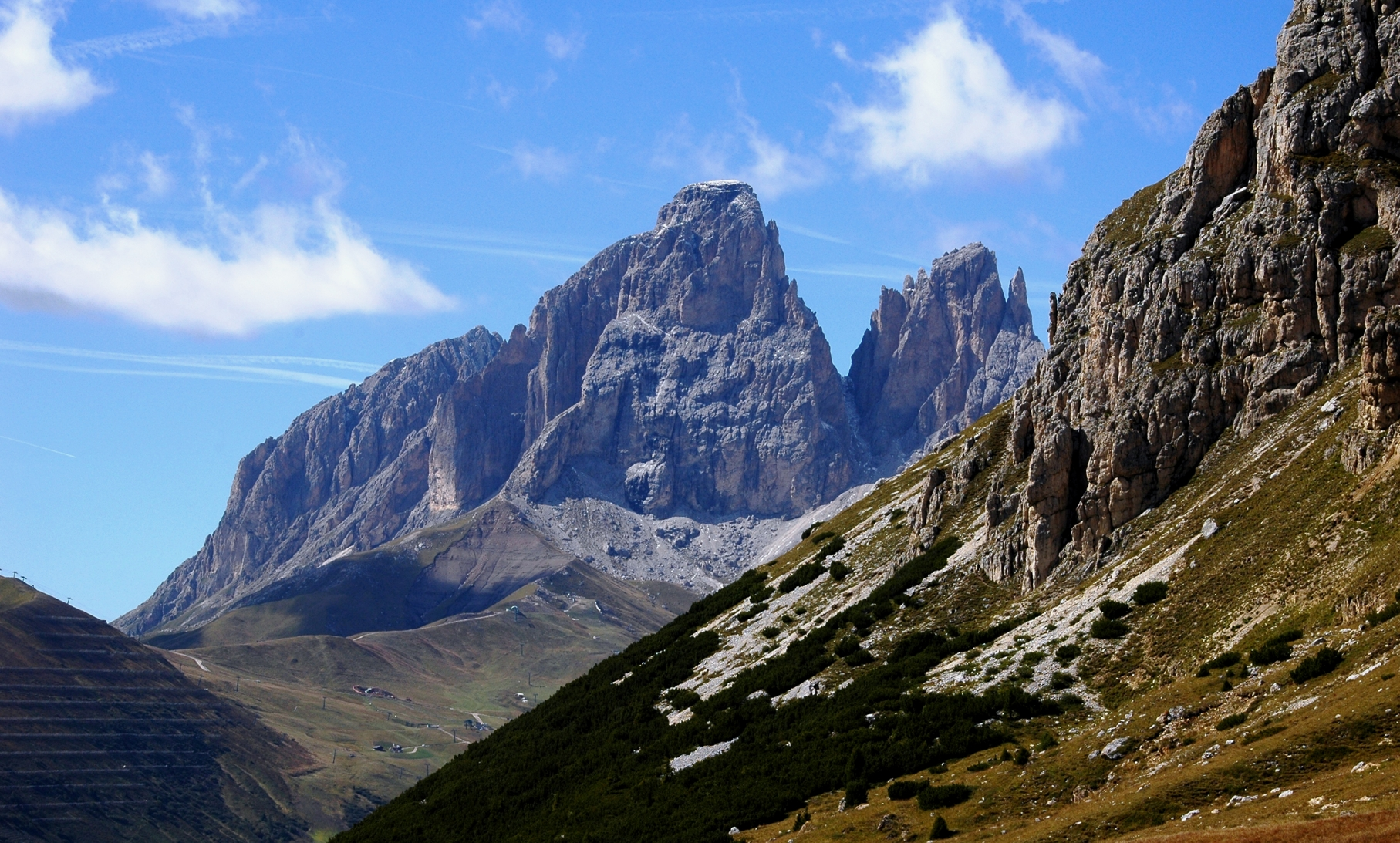
Průsmyk Pordoi byl Cima Coppi pro Giro d'Italia 1986.

Během Gira d'Italia 1986 byly nošeny 4 různé dresy. Lídr celkového pořadí, kalkulovaného sčítáním časů dojezdů jednotlivých jezdců do cíle a přidáváním bonusů pro první 3 jezdce v cíli etapy s hromadným startem, nosil růžový dres. Tato soutěž je nejdůležitější, a její vítěz je obecně považován za celkového vítěze závodu..
Body do bodovací soutěže, jejíž lídr nosil fialový dres, bylo možné získal za dokončení etapy mezi prvními 15 cyklisty. Další body bylo možné získat na sprinterských prémiích. Zelený dres byl udělován lídrovi vrchařské soutěže. V této klasifikaci byly body udíleny za dosažení vrcholu před ostatními závodníky. Každé hodnocené stoupání bylo klasifikováno jako první, druhé nebo třetí kategorie. Na prémiích vyšší kategorie bylo možné získat více bodů. Na Cimě Coppi, nejvyšším bodu trasy, bylo možné získat více bodů než na normálních prémiích první kategorie. Cima Coppi tohoto ročníku byl průsmyk Pordoi. První jezdec, jenž se na tento průsmyk dostal, byl Španěl Pedro Muñoz. Bílý dres nosil lídr soutěže mladých jezdců. Pořadí této soutěže bylo určováno stejným způsobem jako celkové pořadí, ale této klasifikace se mohli zúčastnit pouze neo-profesionálové (jezdci, kteří byli profesionály 3 a méně let). Existovala zde také soutěž týmů. V této soutěži se po každé etapě přičetly časy 3 nejlepších jezdců. Vedoucí tým této soutěže byl ten s nejnižším celkovým časem.
| Etapa          | Vítěz                    | Celkové pořadí ·         | Bodovací soutěž ·    | Vrchařská soutěž · | Soutěž mladých jezdců · | Soutěž týmů                   |
| -------------- | ------------------------ | ------------------------ | -------------------- | ------------------ | ----------------------- | ----------------------------- |
| P              | Urs Freuler              | Urs Freuler              | neuděleno            | neuděleno          | neuděleno               | neuděleno                     |
| 1              | Sergio Santimaria        | Sergio Santimaria        | Urs Freuler          | Jesper Worre       | Stefano Allocchio       | Ariostea-Gres                 |
| 2              | Jean-Paul van Poppel     | Jean-Paul van Poppel     | Jean-Paul van Poppel | Jesper Worre       | Jean-Paul van Poppel    | Ariostea-Gres                 |
| 3              | Del Tongo-Colnago        | Giuseppe Saronni         | Jean-Paul van Poppel | Jesper Worre       | Flavio Giupponi         | Supermercati Brianzoli-Essebi |
| 4              | Gianbattista Baronchelli | Gianbattista Baronchelli | Johan van der Velde  | Renato Piccolo     | Flavio Giupponi         | Supermercati Brianzoli-Essebi |
| 5              | Greg LeMond              | Gianbattista Baronchelli | Johan van der Velde  | Roberto Visentini  | Flavio Giupponi         | Supermercati Brianzoli-Essebi |
| 6              | Roberto Visentini        | Giuseppe Saronni         | Jean-Paul van Poppel | Roberto Visentini  | Flavio Giupponi         | Del Tongo-Colnago             |
| 7              | Guido Bontempi           | Giuseppe Saronni         | Jean-Paul van Poppel | Roberto Visentini  | Flavio Giupponi         | Del Tongo-Colnago             |
| 8              | Franco Chioccioli        | Giuseppe Saronni         | Stefano Colagè       | Gianni Bugno       | Flavio Giupponi         | Del Tongo-Colnago             |
| 9              | Acácio da Silva          | Giuseppe Saronni         | Stefano Colagè       | Gianni Bugno       | Flavio Giupponi         | Del Tongo-Colnago             |
| 10             | Guido Bontempi           | Giuseppe Saronni         | Stefano Colagè       | Gianni Bugno       | Flavio Giupponi         | Del Tongo-Colnago             |
| 11             | Guido Bontempi           | Giuseppe Saronni         | Guido Bontempi       | Gianni Bugno       | Flavio Giupponi         | Del Tongo-Colnago             |
| 12             | Lech Piasecki            | Giuseppe Saronni         | Guido Bontempi       | Gianni Bugno       | Flavio Giupponi         | Del Tongo-Colnago             |
| 13             | Jean-Paul van Poppel     | Giuseppe Saronni         | Guido Bontempi       | Gianni Bugno       | Flavio Giupponi         | Del Tongo-Colnago             |
| 14             | Martin Earley            | Giuseppe Saronni         | Guido Bontempi       | Gianni Bugno       | Flavio Giupponi         | Supermercati Brianzoli-Essebi |
| 15             | Dag Erik Pedersen        | Giuseppe Saronni         | Guido Bontempi       | Gianni Bugno       | Flavio Giupponi         | Supermercati Brianzoli-Essebi |
| 16             | Pedro Muñoz              | Roberto Visentini        | Guido Bontempi       | Gianni Bugno       | Marco Giovannetti       | Supermercati Brianzoli-Essebi |
| 17             | Guido Bontempi           | Roberto Visentini        | Guido Bontempi       | Gianni Bugno       | Marco Giovannetti       | Supermercati Brianzoli-Essebi |
| 18             | Francesco Moser          | Roberto Visentini        | Guido Bontempi       | Gianni Bugno       | Marco Giovannetti       | Supermercati Brianzoli-Essebi |
| 19             | Johan van der Velde      | Roberto Visentini        | Guido Bontempi       | Gianni Bugno       | Marco Giovannetti       | Supermercati Brianzoli-Essebi |
| 20             | Guido Bontempi           | Roberto Visentini        | Guido Bontempi       | Gianni Bugno       | Marco Giovannetti       | Supermercati Brianzoli-Essebi |
| 21             | Acácio da Silva          | Roberto Visentini        | Guido Bontempi       | Pedro Muñoz        | Marco Giovannetti       | Supermercati Brianzoli-Essebi |
| 22             | Eric Van Lancker         | Roberto Visentini        | Guido Bontempi       | Pedro Muñoz        | Marco Giovannetti       | Supermercati Brianzoli-Essebi |
| Konečné pořadí | Konečné pořadí           | Roberto Visentini        | Guido Bontempi       | Pedro Muñoz        | Marco Giovannetti       | Supermercati Brianzoli-Essebi |

## Konečné pořadí
| Legenda       | Legenda                           | Legenda      | Legenda                                 |
| ------------- | --------------------------------- | ------------ | --------------------------------------- |
| Pink jersey   | Označuje vítěze celkového pořadí. | Green jersey | Označuje vítěze vrchařské soutěže.      |
| Purple jersey | Označuje vítěze bodovací soutěže. | White jersey | Označuje vítěze soutěže mladých jezdců. |

### Celkové pořadí
| Pořadí | Jezdec                  | Tým                           | Čas          |
| ------ | ----------------------- | ----------------------------- | ------------ |
| 1      | Roberto Visentini (ITA) | Carrera Jeans–Vagabond        | 102h 33' 55" |
| 2      | Giuseppe Saronni (ITA)  | Del Tongo-Colnago             | + 1' 02"     |
| 3      | Francesco Moser (ITA)   | Supermercati Brianzoli-Essebi | + 2' 14"     |
| 4      | Greg LeMond (USA)       | La Vie Claire                 | + 2' 26"     |
| 5      | Claudio Corti (ITA)     | Supermercati Brianzoli-Essebi | + 4' 49"     |
| 6      | Franco Chioccioli (ITA) | Ecoflam-Jollyscarpe-BFB Bruc. | + 6' 58"     |
| 7      | Acácio da Silva (POR)   | Malvor-Bottecchia-Vaporella   | + 7' 12"     |
| 8      | Marco Giovannetti (ITA) | Gis Gelati-Oece               | + 8' 03"     |
| 9      | Niki Rüttimann (SUI)    | La Vie Claire                 | + 9' 15"     |
| 10     | Pedro Muñoz (ESP)       | Fagor                         | + 11' 52"    |

### Bodovací soutěž
| Pořadí | Jezdec                    | Tým                         | Body |
| ------ | ------------------------- | --------------------------- | ---- |
| 1      | Guido Bontempi (ITA)      | Carrera Jeans–Vagabond      | 167  |
| 2      | Johan van der Velde (NED) | Panasonic–Merckx–Agu        | 148  |
| 3      | Paolo Rosola (ITA)        | Sammontana-Bianchi          | 115  |
| 4      | Stefano Allocchio (ITA)   | Malvor-Bottecchia-Vaporella | 112  |
| 5      | Stefano Colagè (ITA)      | Dromedario-Laminox-Fibok    | 110  |

### Bodovací soutěž, spéš nebo něco jiného
| Pořadí | Jezdec                  | Tým                           | Body |
| ------ | ----------------------- | ----------------------------- | ---- |
| 1      | Pedro Muñoz (ESP)       | Fagor                         | 54   |
| 2      | Gianni Bugno (ITA)      | Atala-Ofmega                  | 35   |
| 3      | Stefano Giuliani (ITA)  | Supermercati Brianzoli-Essebi | 32   |
| 4      | Roberto Visentini (ITA) | Carrera Jeans–Vagabond        | 26   |
| 5      | Renato Piccolo (ITA)    | Malvor-Bottecchia-Vaporella   | 16   |
| 5      | Martin Earley (IRL)     | Fagor                         | 16   |

### Soutěž mladých jezdců
| Pořadí | Jezdec                  | Tým                         | Čas          |
| ------ | ----------------------- | --------------------------- | ------------ |
| 1      | Marco Giovannetti (ITA) | Gis Gelati-Oece             | 102h 41' 58" |
| 2      | Stefano Colagè (ITA)    | Dromedario-Laminox-Fibok    | + 7' 58"     |
| 3      | Primož Čerin (YUG)      | Malvor-Bottecchia-Vaporella | + 18' 31"    |
| 4      | Bruno Bulić (YUG)       | Magniflex-Centroscarpa      | + 35' 32"    |
| 5      | Maurizio Conti (ITA)    | Santini-Cierre              | + 55' 16"    |

### Soutěž týmů
| Pořadí | Tým                           | Čas          |
| ------ | ----------------------------- | ------------ |
| 1      | Supermercati Brianzoli-Essebi | 305h 33' 43" |
| 2      | Carrera Jeans–Vagabond        | + 22' 47"    |
| 3      | La Vie Claire                 | + 24' 06"    |

### Kombinovaná soutěž
| Pořadí | Jezdec                  | Tým                         | Body |
| ------ | ----------------------- | --------------------------- | ---- |
| 1      | Guido Bontempi (ITA)    | Carrera Jeans–Vagabond      | 52   |
| 2      | Pedro Muñoz (ESP)       | Fagor                       | 38   |
| 3      | Eric Vanderaerden (BEL) | Panasonic–Merckx–Agu        | 30   |
| 4      | Roberto Visentini (ITA) | Carrera Jeans–Vagabond      | 26   |
| 5      | Acácio da Silva (POR)   | Malvor-Bottecchia-Vaporella | 25   |

### Soutěž Premio dell'Agonismo
| Pořadí | Jezdec                  | Tým                      | Body |
| ------ | ----------------------- | ------------------------ | ---- |
| 1      | Dante Morandi (ITA)     | Atala-Ofmega             | 12   |
| 2      | Mario Noris (ITA)       | Atala-Ofmega             | 11   |
| 3      | Eric Vanderaerden (BEL) | Panasonic–Merckx–Agu     | 10   |
| 4      | Ludo De Keulenaer (BEL) | Panasonic–Merckx–Agu     | 10   |
| 5      | Mario Vitali (ITA)      | Cilo-Aufina-Gemeaz Cusin | 8    |

### Soutěž Traguardi Fiat Uno
| Pořadí | Jezdec                  | Tým                          | Body |
| ------ | ----------------------- | ---------------------------- | ---- |
| 1      | Eric Van Lancker (BEL)  | Panasonic–Merckx–Agu         | 20   |
| 2      | Roberto Visentini (ITA) | Carrera Jeans–Vagabond       | 14   |
| 3      | Greg LeMond (USA)       | La Vie Claire                | 12   |
| 4      | Acácio da Silva (POR)   | Malvor-Bottecchia-Vaporella] | 10   |
| 5      | Pedro Muñoz (ESP)       | Fagor                        | 6    |

### Soutěž Trofeo del 90 anni
| Pořadí | Jezdec                    | Tým                    | Body |
| ------ | ------------------------- | ---------------------- | ---- |
| 1      | Teun van Vliet (NED)      | Panasonic–Merckx–Agu   | 21   |
| 2      | Eric Vanderaerden (BEL)   | Panasonic–Merckx–Agu   | 12   |
| 3      | Patrizio Gambirasio (ITA) | Santini-Cierre         | 11   |
| 4      | Daniele Asti (ITA)        | Magniflex-Centroscarpa | 10   |
| 5      | Jesper Worre (DEN)        | Santini-Cierre         | 7    |